# Хроніки Нарнії: Лев, чаклунка та шафа
«Хроніки Нарнії: Лев, чаклунка та шафа» (англ. The Chronicles of Narnia: The Lion, the Witch and the Wardrobe) — екранізація твору «Лев, чаклунка і платтяна шафа» Клайва Льюїса, фентезійна притча про паралельний світ, входом в який є платтяна шафа. Продовження — «Хроніки Нарнії: Принц Каспіан» і «Хроніки Нарнії: Підкорювач Світанку».
Місця зйомок — Нова Зеландія, Чехія.

## Зміст
Через бомбардування Лондона чотирьох дітей Певенсі (Пітера, Сьюзен, Едмунда і Люсі) відправляють до друга сім'ї, професора Дігорі Керка. Під час гри в схованки в будинку професора, Люсі ховається в шафі, яка насправді є входом у чарівну країну Нарнію. Поява дітей була передбачена, і саме вони мають знайти лева Аслана, і з його допомогою звільнити жителів королівства від чар злої відьми.

## Ролі
| Актор           | Роль                      |
| --------------- | ------------------------- |
| Джорджі Генлі   | Люсі Певенсі              |
| Скандар Кейнс   | Едмунд Певенсі            |
| Вільям Моузлі   | Пітер Певенсі             |
| Анна Попплуелл  | Сьюзен Певенсі            |
| Тільда Свінтон  | Біла Чаклунка             |
| Джеймс Макевой  | містер Тумнус             |
| Ліам Нісон      | Аслан                     |
| Рей Вінстон     | голос містера Бобра       |
| Джим Бродбент   | Професор Дігорі Керк      |
| Філіп Стойер    | голос коня Філіпа         |
| Патрік Кейк     | Орей                      |
| Кіран Шах       | Гінарбрік                 |
| Майкл Медсен    | голос вовка Могріма       |
| Руперт Еверетт  | голос містера Лиса        |
| Дон Френч       | голос місіс Бобрихи       |
| Джеймс Космо    | Фазер Крістмас            |
| Елізабет Хоторн | місіс Макріді             |
| Джуді Макінтош  | місіс Певенсі             |
| Шен Ренго       | генерал Отмін             |
| Ноа Хантлі      | Пітер Певенсі (дорослий)  |
| Софі Уінклман   | Сьюзен Певенсі (доросла)  |
| Марк Уеллс      | Едмунд Певенсі (дорослий) |
| Рейчел Хенлі    | Люсі Певенсі (доросла)    |

### Істоти
«У світі Нарнії є майже всі міфологічні істоти, коли-небудь придумані» — розповідає Річард Тейлор. — «І реалізувати все це — неймовірний виклик». При створенні істот використовувалася як комп'ютерна графіка (наприклад, ноги Тумнуса комп'ютерні; під час зйомок Макевой ходив у отруйно-зелених штанях з зеленими крапками), так і ляльки та грим. Ляльки були механізовані з радіоуправлінням. Один із прикладів такої ляльки — мінотавр, під час зйомок якого три людини управляли мімікою (перша щелепою і губами, друга очима і повіками, а третій вухами і ніздрями), а ще один актор знаходився всередині.
Однак не всі тварини і міфічні істоти у фільмі — несправжні. Присутні там і справжні тварини, хоча з ними виникали проблеми. Творці картини хотіли доставити в Нову Зеландію 12 оленів, які б тягнули за собою сани Білої Чаклунки. Однак Міністерство Землеробства виступило проти цього задуму, мотивуючи своє рішення запобіганням завезення до країни небезпечної хвороби Ку-гарячки, від якої страждають багато північноамериканських оленів і яка може поширитися серед новозеландської свійської рогатої худоби. Ця хвороба також може передаватися від захворілих тварин до людей. У результаті довелося зробити комп'ютерних оленів.

### Костюми, зброя та інші предмети
Дія фільму відбувається у двох світах, відповідно всі предмети і костюми поділяються на предмети з нашого світу і предмети зі світу Нарнії. Дія в нашому світі відбувається в 1940 році, і стилістика відповідає тому часу. Проте будинок професора Керка є проміжною ланкою між нашим світом і світом Нарнії. Це старовинний будинок, і Роджер Форд помістив в ньому речі XVI століття. У цьому будинку також знаходиться платтяна шафа, яка хоч і зроблена в нашому світі, однак матеріал її походить зі світу Нарнії, тому його дизайн нагадує дизайн нарнійських речей. На дизайн Нарнійських речей зробила вплив міфологія, яку Льюїс частково запозичив з античних часів, а частково створив для свого світу. Так, наприклад, на багатьох предметах є зображення яблуні (яка була посаджена на початку Нарнії для захисту від Білої Чаклунки), а на щиті Пітера зобразили лева.

## Знімальна група
- Режисер — Ендрю Адамсон
- Сценарист — Клайв Стейплз Льюїс (книга), Енн Пікок, Ендрю Адамсон
- Продюсер — Ендрю Адамсон, Дуглас Грешам, Перрі Мур
- Композитор — Гаррі Греґсон-Вільямс